# Raymond Kopa
Raymond Kopa, ursprungligen Raymond Kopaszewski, född 13 oktober 1931 i Nœux-les-Mines i Pas-de-Calais, död 3 mars 2017 i Angers i Maine-et-Loire, var en fransk fotbollsspelare av polsk härkomst. Han var en viktig kugge i franska landslaget under 1950-talet.
Raymond Kopa, vars föräldrar var polska immigranter, började sin professionella karriär som 17-åring i SCO Angers. Han värvades två år senare av Stade de Reims, med vilka han blev fransk ligamästare 1953 och 1955. Med Reims tog han sig till final i den första upplagan av Europacupen för mästarlag 1956, där man dock förlorade med 4–3 mot Real Madrid med Alfredo Di Stéfano i laget. Följande säsong köptes Kopa av Real Madrid, där han snart skulle få sällskap av Ferenc Puskas. Med Real Madrid blev Kopa spansk mästare 1957 och 1958. Han blev även den förste franske spelare att vinna Europacupen, då Real Madrid tog hem pokalen 1957, 1958 och 1959, den senare mot Stade de Reims med Just Fontaine i laget.
Kopa återvände till Frankrike säsongen 1959/60 för att avsluta karriären i Reims, där han blev ligamästare 1960 och 1962. Sammanlagt gjorde han 75 mål på 346 matcher i franska ligan och blev vald till Årets spelare i Europa 1958.
I franska landslaget gjorde han 18 mål på 45 matcher mellan 1952 och 1962. Han spelade i VM 1958, där Frankrike tog hem bronset.